# H. Hildegard van Bingenparochie
De H. Hildegard van Bingenparochie is een parochie in de Nederlandse plaatsen Groningen, Haren en Zuidhorn.
De parochie is op 1 januari 2017 ontstaan uit een fusie tussen de Salvator-Mariaparochie en Walfriedparochie uit Groningen, de Nicolaasparochie uit Haren en de H. Jozefparochie uit Zuidhorn. Ze volgden daarmee de koers van het bisdom Groningen-Leeuwarden om het aantal parochies te laten afnemen van 82 tot 19. Door de krachten te bundelen willen de geloofsgemeenschappen een beter antwoord bieden op de ontkerkelijking.
De parochie is vernoemd naar Hildegard van Bingen, een Duitse benedictijnse abdis, mystica, componiste en theologe uit de 12e eeuw.  
De H. Hildegard van Bingenparochie omvat vier kerkgebouwen:
- Salvatorkerk ￼in Groningen-Zuid
- Nicolaaskerk in Haren
- Emmauskerk in Groningen-Oost
- Jozefkerk in Zuidhorn